# بالمر (تكساس)
بالمر (بالإنجليزية: Palmer, Texas)‏ هي بلدة أمريكية تقع في الولايات المتحدة في مقاطعة إليس (تكساس). يقدر عدد سكانها بـ 1,774 نسمة ومساحتها 7.3 كم2 وترتفع عن سطح البحر 141 متر.

## التركيبة السكانية
حدّد مكتب تعداد الولايات المتحدة بيانات التركيبة السكانية لبالمر في تعداد الولايات المتحدة. في ما يلي، التركيبة السكانية حسب تعدادي 2000 و2010.

### تعداد عام 2000
بلغ عدد سكان بالمر 1,774 نسمة بحسب تعداد عام 2000، وبلغ عدد الأسر 556 أسرة وعدد العائلات 455 عائلة مقيمة في البلدة. في حين سجلت الكثافة السكانية 217.4 نسمة لكل كيلومتر مربع (563.1/ميل2). وبلغ عدد الوحدات السكنية 591 وحدة بمتوسط كثافة قدره 72.4 لكل كيلومتر مربع (187.5/ميل2).
وتوزع التركيب العرقي للبلدة بنسبة 86.70% من البيض و1.80% من الأمريكيين الأفارقة و0.85% من الأمريكيين الأصليين و0.23% من الأمريكيين ذوي الأصول الآسيوية و8.68% من الأعراق الأخرى و1.75% من عرقين مختلطين أو أكثر و26.32% من الهسبانيون أو اللاتينيون من أي عرق.
بلغ عدد الأسر 556 أسرة كانت نسبة 50.2% منها لديها أطفال تحت سن الثامنة عشر تعيش معهم، وبلغت نسبة الأزواج القاطنين مع بعضهم البعض 61.5% من أصل المجموع الكلي للأسر، ونسبة 13.8% من الأسر كان لديها معيلات من الإناث دون وجود شريك،  بينما كانت نسبة 6.5% من الأسر لديها معيلون من الذكور دون وجود شريكة وكانت نسبة 18.2% من غير العائلات. تألفت نسبة 15.8% من أصل جميع الأسر من عدة أفراد يعيشون في نفس المنزل ونسبة 9.2% كانت تتألف من شخص يعيش بمفرده يبلغ من العمر 65 عاماً أو أكثر. وبلغ متوسط حجم الأسرة المعيشية 3.19، أما متوسط حجم العائلات فبلغ 3.55.
بلغ العمر الوسطي للسكان 29.9 عاماً. وكانت نسبة 31.5% من القاطنين تحت سن الثامنة عشر، وكانت نسبة 11.4% بين الثامنة عشر والرابعة والعشرين عاماً، ونسبة 29.4% كانت واقعةً في الفئة العمرية ما بين الخامسة والعشرين والرابعة والأربعين عاماً، ونسبة 18% كانت ما بين الخامسة والأربعين والرابعة والستين، ونسبة 9.8% كانت ضمن فئة الخامسة والستين عاماً فما فوق. يوجد لكل 100 أنثى 99.3 ذكر، ويوجد لكل 100 أنثى في الثامنة عشر من عمرها فما فوق 97.7 ذكر.
بلغ متوسط دخل الأسرة في البلدة 40,729 دولارًا، أما متوسط دخل العائلة فبلغ 44,922 دولارًا. وكان متوسط دخل الذكور 29,695 دولارًا مقابل 23,300 دولارًا للإناث. وسجل دخل الفرد الخاص بالبلدة 15,483 دولارًا. وكانت نسبة 6.7% من العائلات ونسبة 9.6% من السكان تحت خط الفقر، وكان من هؤلاء نسبة 10.7% تحت سن الثامنة عشر ونسبة 8.4% في الخامسة والستين من العمر وما فوق.

## معرض صور

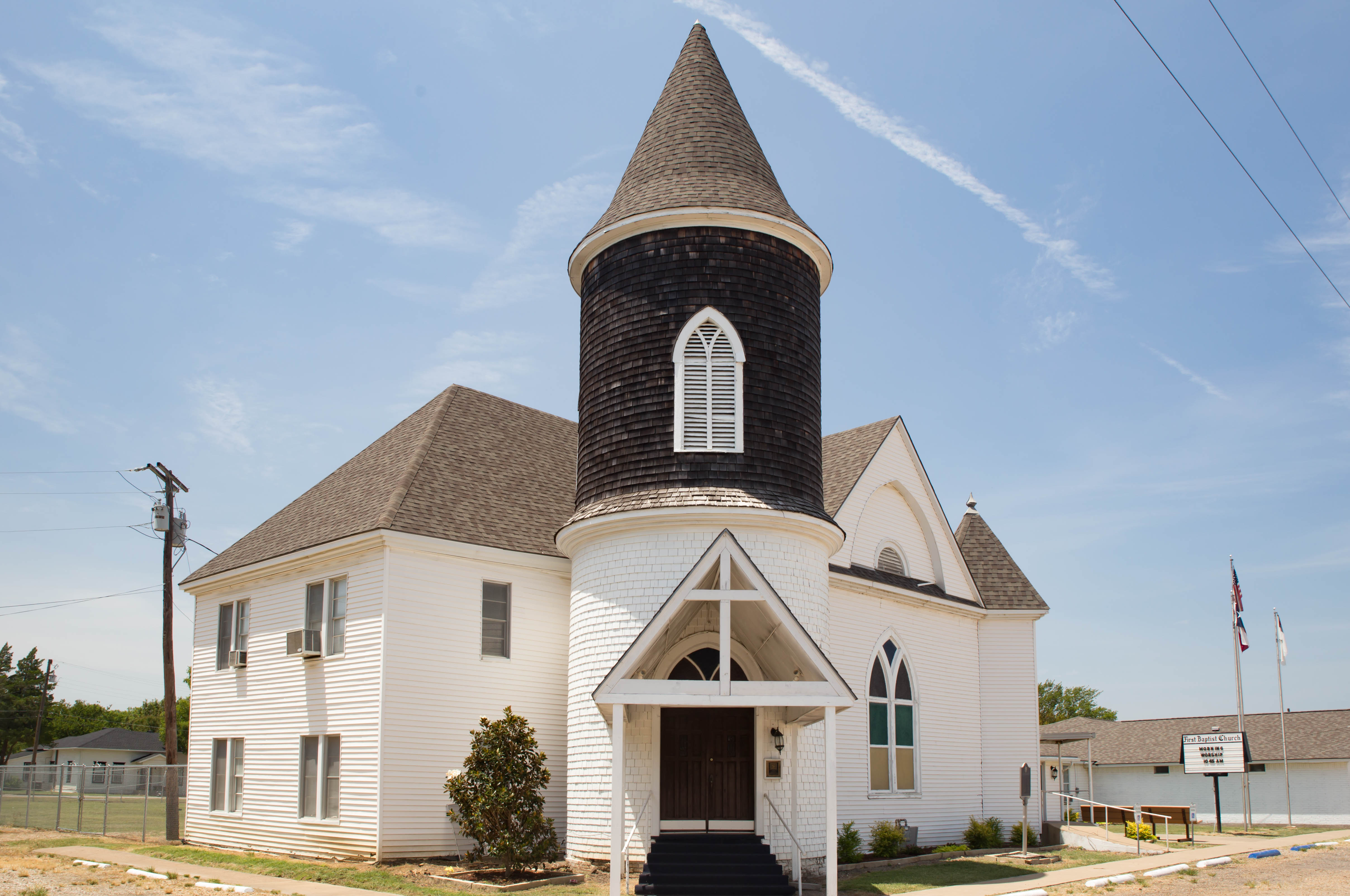
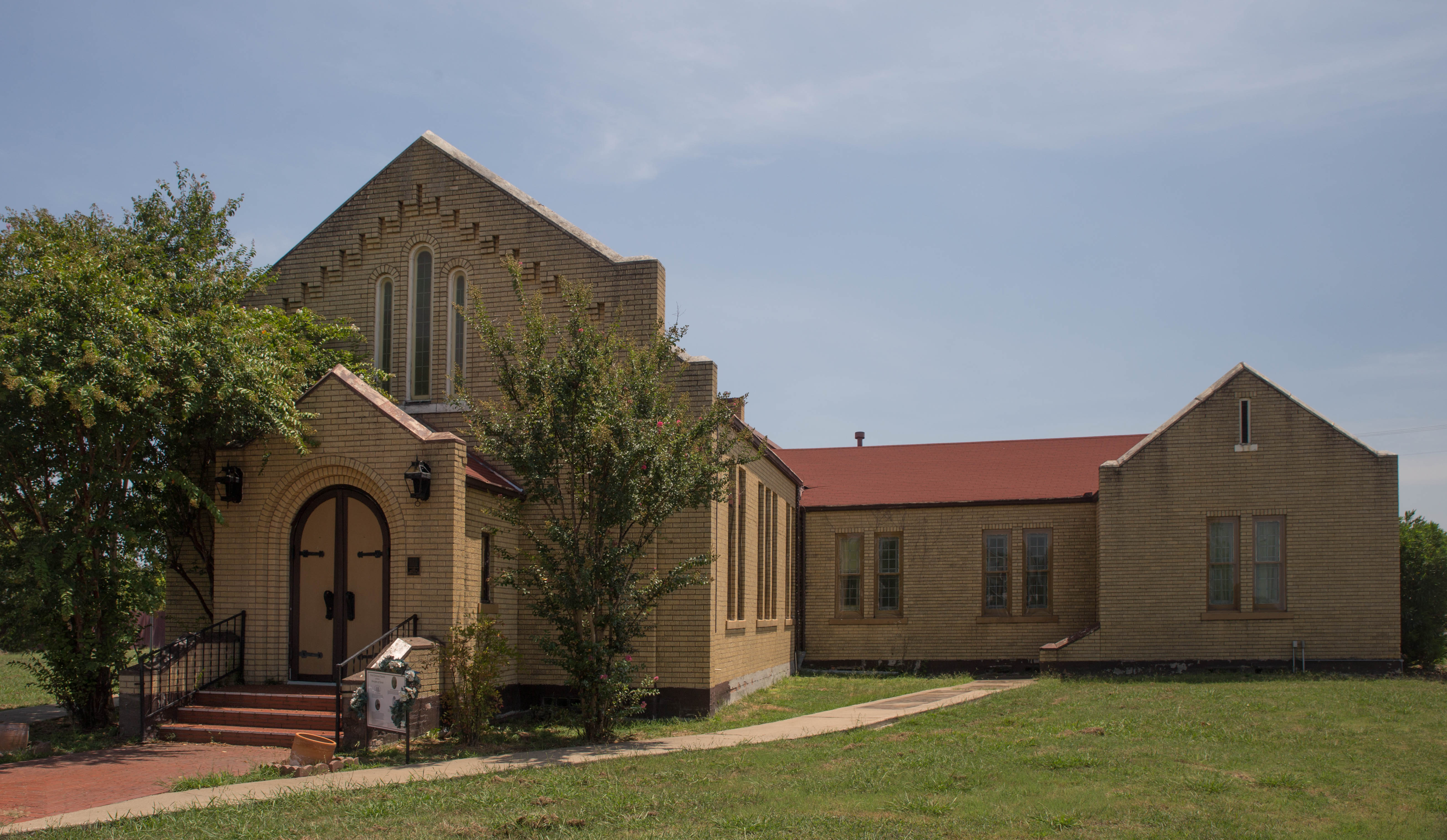
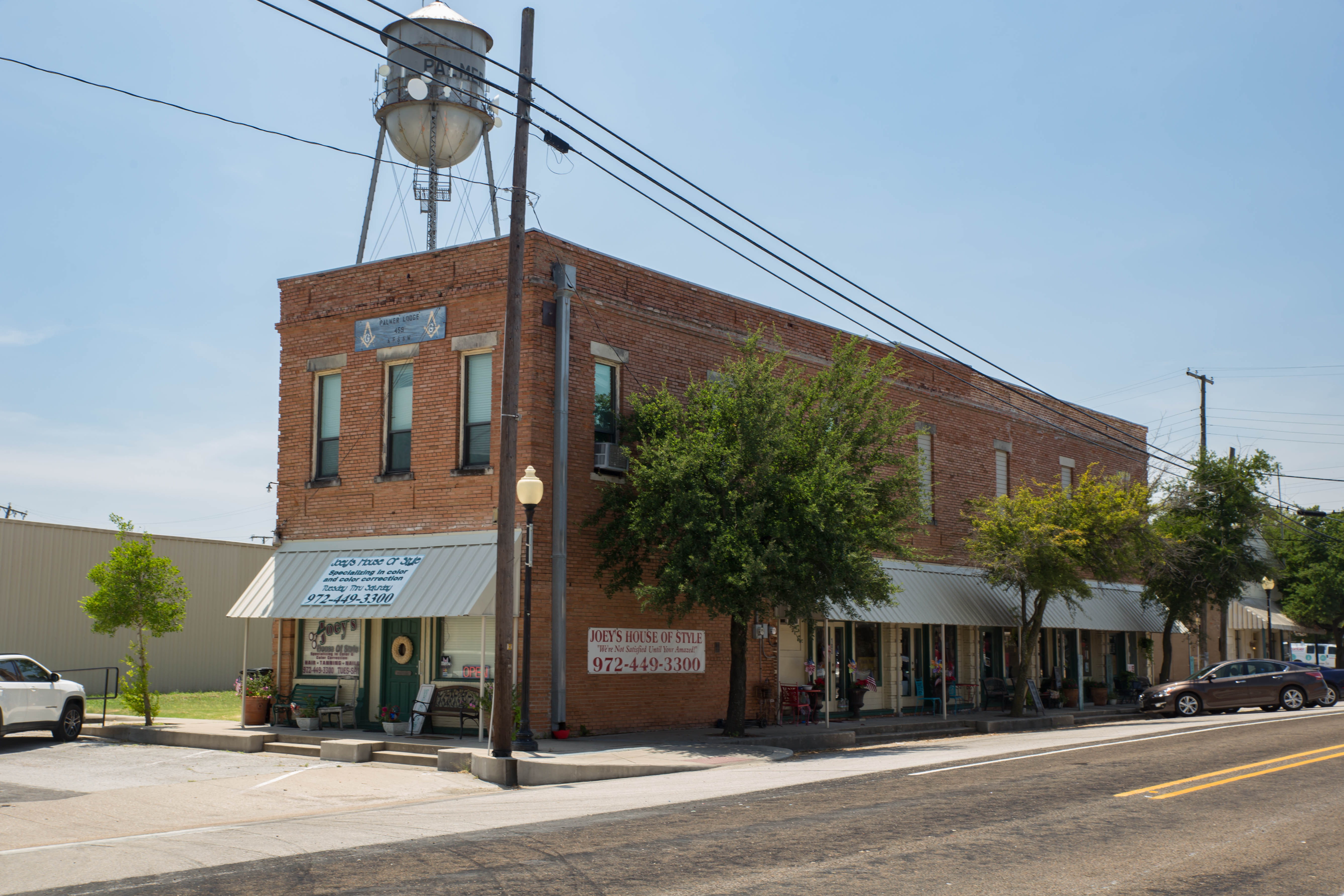

### تعداد عام 2010
بلغ عدد سكان بالمر 2,000 نسمة بحسب تعداد عام 2010، وبلغ عدد الأسر 628 أسرة وعدد العائلات 506 عائلة مقيمة في البلدة. في حين سجلت الكثافة السكانية 245.1 نسمة لكل كيلومتر مربع (634.8/ميل2). وبلغ عدد الوحدات السكنية 684 وحدة بمتوسط كثافة قدره 83.8 لكل كيلومتر مربع (217.0/ميل2).
وتوزع التركيب العرقي للبلدة بنسبة 84% من البيض و2.45% من الأمريكيين الأفارقة و0.80% من الأمريكيين الأصليين و0.20% من الأمريكيين ذوي الأصول الآسيوية و0.35% من سكان جزر المحيط الهادئ و9% من الأعراق الأخرى و3.20% من عرقين مختلطين أو أكثر و30.40% من الهسبانيون أو اللاتينيون من أي عرق.
بلغ عدد الأسر 628 أسرة كانت نسبة 50.6% منها لديها أطفال تحت سن الثامنة عشر تعيش معهم، وبلغت نسبة الأزواج القاطنين مع بعضهم البعض 57.5% من أصل المجموع الكلي للأسر، ونسبة 15.8% من الأسر كان لديها معيلات من الإناث دون وجود شريك،  بينما كانت نسبة 7.3% من الأسر لديها معيلون من الذكور دون وجود شريكة وكانت نسبة 19.4% من غير العائلات. تألفت نسبة 16.4% من أصل جميع الأسر من عدة أفراد يعيشون في نفس المنزل ونسبة 6.5% كانت تتألف من شخص يعيش بمفرده يبلغ من العمر 65 عاماً أو أكثر. وبلغ متوسط حجم الأسرة المعيشية 3.18، أما متوسط حجم العائلات فبلغ 3.54.
بلغ العمر الوسطي للسكان 29.7 عاماً. وكانت نسبة 33.8% من القاطنين تحت سن الثامنة عشر، وكانت نسبة 9.4% بين الثامنة عشر والرابعة والعشرين عاماً، ونسبة 28.1% كانت واقعةً في الفئة العمرية ما بين الخامسة والعشرين والرابعة والأربعين عاماً، ونسبة 21.5% كانت ما بين الخامسة والأربعين والرابعة والستين، ونسبة 7.2% كانت ضمن فئة الخامسة والستين عاماً فما فوق. وتوزع التركيب الجنسي للسكان بنسبة 50.5% ذكور و49.5% إناث.

## أعلام
- بيلي أندرسون